# 褚劍鴻
褚劍鴻（1919年—2006年12月6日）字季虹，江蘇省靖江縣人，中华民国法学家、法官。

## 生平
褚劍鴻自靖江縣一个小村长大。其父原是北平高等警官學堂學生，畢業後參加江蘇省承審員的考試获得通過，乃任縣政府承審員，專責襄助縣長處理縣內司法案件，承審員的判決書需經縣長具名方為有效。
褚劍鴻高中畢業於上海市立敬業中學的土木科。敬業中學校長陶廣川勸其先行工作，等經濟獨立後再徐圖升学。 後經陶廣川介紹，褚劍鴻在上海市政府工務局任監工，負責監督上海至無錫間的一條公路工程。隨後，褚劍鴻赴西安工作，直到1936年西安事變發生後才結束在西安的工作。此後，褚劍鴻先回到家乡，後因生計而再赴上海謀职。當時因抗日戰爭爆发，上海局勢混亂，政府機關及上海的部分大學已開始內遷。这些原在上海的大學提報国民政府教育部核准，在上海租界內开設「補習部」。褚劍鴻在上海租界內復旦大學所設「補習部」半工半讀完成法律學業，自復旦大學法律系畢業。
1946年3月，褚劍鴻參加了全國縣司法處審判官的分區考試（共劃為北平、西安、上海等15個試區），这是褚劍鴻大學畢業後參加的首個國家考試。通過審判官考試後，被分派到江蘇無錫地方法院實習8個月，随後被分派到江蘇淮安縣司法處擔任主任審判官，檢察官職務則由縣長兼任。1947年，高等考試司法官考試及格，取得法官資格。按照規定，司法官考試及格者，需至国立政治大學接受司法官訓練，但當時恰逢抗战後百廢待興，通過司法官考試者均直接派任法官。因江蘇淮安地方法院甫成立，褚劍鴻便被派任江蘇淮安地方法院推事。
1949年，第二次國共內戰國軍潰敗，中华民国政府疏散，褚劍鴻致信汪恩沛，请汪恩沛设法将其调到台湾任职。汪恩沛是褚劍鴻在江蘇無錫地方法院實習時结識，当時汪恩沛任江蘇無錫地方法院院長，後來汪恩沛調任台灣高等法院檢察處首席檢察官。12月2日，代總統李宗仁任命汪恩沛為台灣高等法院首席檢察官。去信後不久，汪恩沛便報由司法行政部將褚劍鴻調至台灣任台灣台南地方法院檢察官。當時，台灣法官如褚劍鴻一样通過司法官考試取得法官資格者很少，多數法官是以符合「邊疆條例」而被派任法官。1950年9月，在台南地方法院任职期間，參加司法行政部部長林彬籌辦的 「司法人員訓練班」，成為第1屆學員。结业後又奉命留班辦理訓導事務。
此後，褚劍鴻任台灣台北地方法院檢察官。升任台灣台北地方法院代理首席檢察官後，褚劍鴻曾在蒋中正主持的「革命實踐研究院」受訓。1963年2 月，调任台灣嘉義地方法院首席檢察官。任内遵照司法行政部部長鄭彥棻之囑，負責籌建台灣雲林地方法院，並任首任院長。其後，又受司法行政部部長查良鑑之囑，負責籌建台灣彰化地方法院，並任首任院長。在筹建台灣彰化地方法院的过程中，褚劍鴻获台灣省議會議長謝東閔（彰化人）幫助。
1972年，褚劍鴻調任台灣台北地方法院院長。1972年1 月31日，《少年事件處理法》公佈施行。台北地方法院院長褚劍鴻乃於1973年6 月邀請全國各大學相關科系教授、少年問題專家、實務工作者等80多人召開「少年問題學術與實務研究座談會」，決議用品學兼優的在校學生參加少年輔導工作，並制定相關規定。由此率先建立了少年輔導工作的有關制度。
1978年9月，褚劍鴻調任台灣高等法院檢察處首席檢察官。1979年6 月，轉任台灣高等法院院長。1980年7 月1 日起，院檢分隸，臺灣高等法院院長褚劍鴻與檢方協調完成了此项改革。
1953年起，褚劍鴻於中央警官學校兼講刑事訴訟法。1954年，該校将其講義編為《刑事訴訟論》出版。嗣後，兼任台灣省立海洋學院、逢甲工商學院、 中國文化大學、天主教輔仁大學法律學研究所教授，分別講授刑事訴訟法、刑法總則、刑法分則、刑事訴訟實務、民商法等課程。1970年起，應聘為司法官訓練所講座，講授“刑事程序法專題研究”、“檢察案件之處理與書類寫作”兩門課程。他還曾任司法官考試典試委員。
1987年5月，褚劍鴻任最高法院院長。任内，1991年最高法院大樓竣工，結束了最高法院遷至台灣後一直沒有院宇的情況。他還主持出版了《最高法院判例要旨（中華民國16年至77年）》，並在《最高法院69年至77年判例要旨審議經過概述》一文中，詳述最高法院判例要旨的審議經過。他在司法界服務時，曾二次榮膺特保績優人員。卸任最高法院院長後，獲聘為總統府國策顧問。

## 著作
- 《刑法總則論》
- 《刑事訴訟實務》
- 《刑法分則釋論》
- 《刑事訴訟法論》 [1]